# Carolina Dementiev
Carolina Dementiev Justavino (* 1. Februar 1989 in Leningrad) ist eine in Russland geborene und in Panama lebende ehemalige Triathletin.

## Werdegang
Dementiev kam 1991 als Zweijährige nach Panama.
2008 wurde die damals 19-Jährige zur „Miss Panama“ gewählt und vertrat Panama im Juli 2008 beim 57. Miss-Universe-Wettbewerb in Nha Trang, Vietnam.

### Altersklassen-Weltmeisterin Mitteldistanz 2013
Seit 2011 trat Dementiev international bei Triathlon-Bewerben an, wobei sie sich auf Mittel- und Langdistanz konzentrierte. 
Im September 2013 wurde sie in Las Vegas Ironman-70.3-Weltmeisterin in der Altersklasse 18 bis 24.
Im Oktober 2013 belegte sie den 46. Rang in der Gesamtwertung beim Ironman Hawaii (3,86 km Schwimmen, 180,2 km Radfahren und 42,195 km Laufen). 
2016 wurde Dementiev von der World Anti-Doping Agency (WADA) wegen der Verwendung einer nicht erlaubten Creme für 24 Monate gesperrt.
Im März 2019 wurde die damals 30-Jährige Dritte auf der Mitteldistanz (1,9 km Schwimmen, 90 km Radfahren und 21,1 km Laufen) im Ironman 70.3 Puerto Rico.
Seit 2019 tritt Carolina Dementiev nicht mehr international in Erscheinung.
Carolina Dementiev lebt in Panama-Stadt.

## Auszeichnungen
- 2012 – Triathlete of the Year

## Sportliche Erfolge
| Datum/Jahr    | Rang | Wettbewerb                              | Austragungsort | Zeit     | Bemerkung                                  |
| ------------- | ---- | --------------------------------------- | -------------- | -------- | ------------------------------------------ |
| 17. März 2019 | 3    | Ironman 70.3 Puerto Rico                | San Juan       | 04:51:13 | hinter der US-Amerikanerin Heather Jackson |
| 8. Sep. 2013  | 1    | Ironman 70.3 World Championship AK18–24 | Henderson      |          | Siegerin der Altersklasse 18–24            |
| 3. Feb. 2013  | 16   | Ironman 70.3 Panama                     | Panama City    | 05:21:11 | [ 9 ]                                      |
| 12. Feb. 2012 | 17   | Ironman 70.3 Panama                     | Panama City    | 05:07:33 | Siegerin Altersklasse 19–25                |
| 20. Nov. 2011 | 8    | ITU Triathlon Pan American Cup          | Panama         | 02:27:03 |                                            |

| Datum/Jahr    | Rang | Wettbewerb         | Austragungsort | Zeit     | Bemerkung                         |
| ------------- | ---- | ------------------ | -------------- | -------- | --------------------------------- |
| 12. Okt. 2013 | 46   | Ironman Hawaii     | Hawaii         | 10:00:15 | 7. Rang in der Altersklasse 18–24 |
| 25. Aug. 2013 | 9    | Ironman Louisville | Louisville     | 10:14:30 |                                   |
| 13. Okt. 2012 | 161  | Ironman Hawaii     | Hawaii         | 11:11:49 |                                   |

(DNF – Did Not Finish)